# Formation de Touchet
 (décembre 2018).
Si vous disposez d'ouvrages ou d'articles de référence ou si vous connaissez des sites web de qualité traitant du thème abordé ici, merci de compléter l'article en donnant les références utiles à sa vérifiabilité et en les liant à la section « Notes et références ».
Pour les articles homonymes, voir Touchet.
La formation de Touchet (en anglais : Touchet Formation), d'après la census-designated place de Touchet, sont des strates constituées de graviers et fins sédiments datant de la fin du Pléistocène supérieur, qui recouvrent du basalte volcanique dans la zone du groupe basaltique du Columbia, dans les États américains de Washington et de l'Oregon.